# La Duchesse d'Amalfi
La Duchesse d'Amalfi, publiée à l'origine sous le titre de The Tragedy of the Dutchess of Malfy (« La Tragédie de la duchesse de Malfi »), est une pièce tragique et macabre, écrite par le dramaturge anglais John Webster en 1612-1613. Elle fut représentée pour la première fois en privé au Blackfriars Theatre, puis au Théâtre du Globe en 1613-1614.

## Événements historiques
Publié en 1623, le texte de la pièce s'inspire d'événements survenus entre 1508 et 1513. L'héroïne était Jeanne d'Aragon, duchesse d'Amalfi (décédée en 1511), dont le père, Henri d'Aragon, marquis de Gerace, était le fils illégitime de Ferdinand 1er de Naples. Comme dans la pièce, après la mort de son premier mari Alfonso I Piccolomini, duc d'Amalfi, elle épousa secrètement Antonio Beccadelli di Bologna.

## Argument
La pièce commence comme une histoire d'amour, où une grande dame se marie en dessous de son rang, et se termine comme une tragédie lorsque ses deux frères exercent leur vengeance, y perdant également la vie. Le drame jacobéen a poursuivi la tendance de violence et d'horreur instaurée par le drame élisabéthain sous l'influence de Sénèque. La complexité de certains personnages, notamment Bosola (le serviteur du cardinal, frère de la duchesse) et la duchesse elle-même, ainsi que la langue poétique de Webster, ont fait que la pièce figure parmi les plus grandes tragédies du théâtre de la Renaissance anglaise.